# Artur Kunz

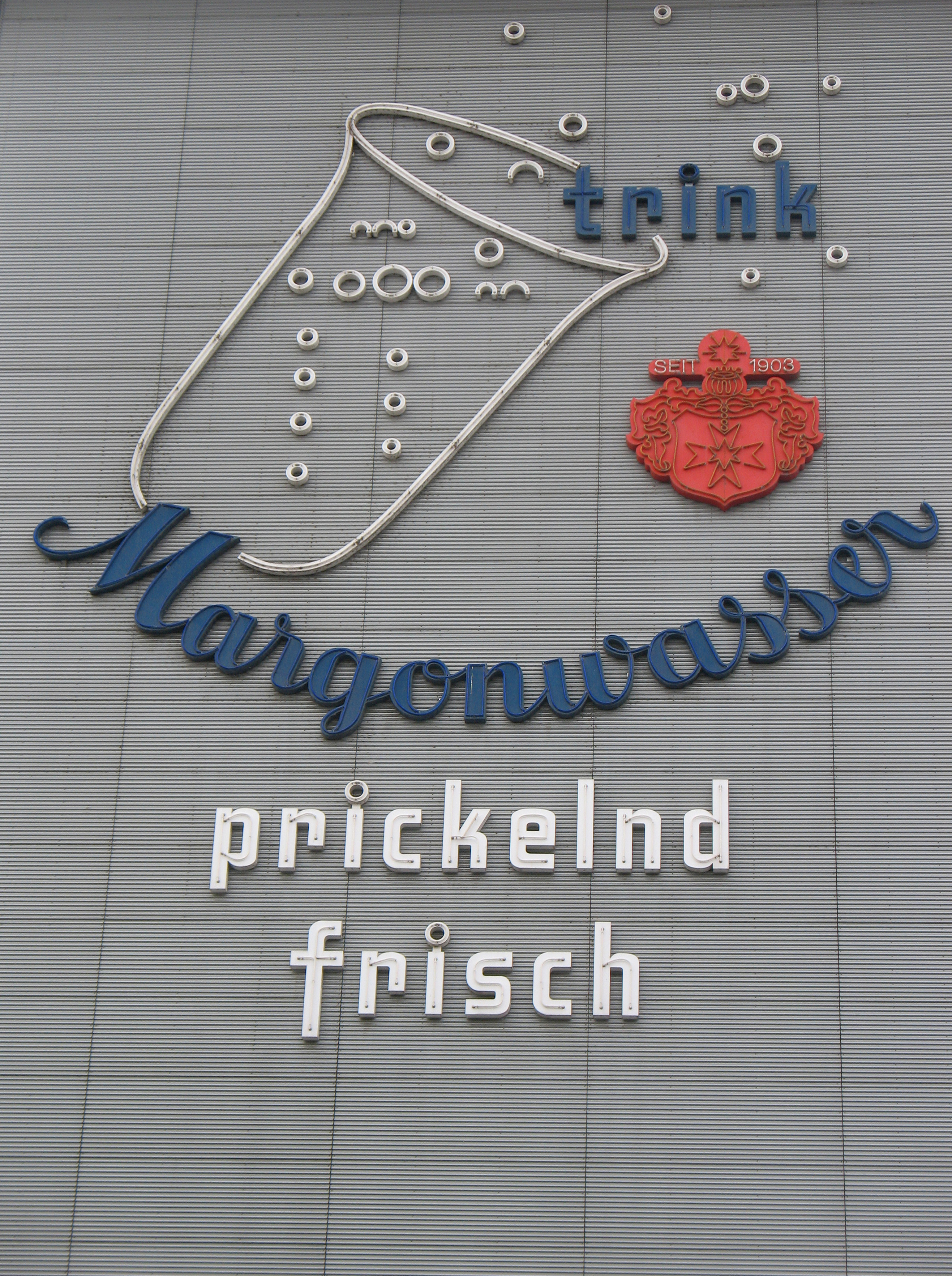
Artur Kunz schuf 1957 den Werbeslogan für sein Unternehmen

Artur Kunz (* 26. April 1916 in Kolodzeiken (Landgemeinde Pomierken), Kreis Löbau/Westpreußen; † 6. August 2018 in Hannover) war ein deutscher Unternehmer der Getränkeindustrie und Inhaber des Unternehmens Margonwasser in Burkhardswalde.

## Leben
Der in Westpreußen geborene Artur Kunz lernte Lebensmitteltechnologie, wurde zur Wehrmacht eingezogen und geriet während des Zweiten Weltkriegs in amerikanische Kriegsgefangenschaft. Seine Familie entschloss sich 1944 angesichts der näherrückenden Ostfront, Ostpreußen zu verlassen, wohin sie nach dem Ersten Weltkrieg übergesiedelt war, und fand bei Verwandten in Maxen in Sachsen ein neues Zuhause. Am 18. Juni 1945 wurde Kunz aus der Kriegsgefangenschaft entlassen und schlug sich auf abenteuerliche Weise zu seiner Familie nach Maxen durch. Nach eigenem Bekunden erfuhr er hier von einem Mineralbrunnen-Betrieb in Burkhardswalde, der seine Produktion eingestellt hatte.
Es gelang ihm, von den in der Sowjetischen Besatzungszone lebenden Eigentümern der Erbengemeinschaft Gössel, die drei Viertel des Erbes hielten, beauftragt zu werden, den Neuaufbau und die Wiederöffnung der Firma Gössel Gesundheitsbrunnen vorzunehmen. Die als Mineralwasserabfüller tätige Firma hatte 1940 nahezu und 1943 schließlich endgültig die Fabrikation und Abfüllung von Mineralwasser aufgegeben.
Im August 1945 wurde die Produktionsaufnahme durch den Landrat des Landkreises Pirna genehmigt und auf Grund der nicht vollständigen Klärung der Erbverhältnisse Kunz zunächst als kommissarischer Betriebsleiter eingesetzt sowie ein Treuhänder zur Regelung der Vermögensverhältnisse. Bereits damals gab es erste Versuche, den Betrieb in die Hand des Staates zu bekommen, die jedoch durch Kunz abgewehrt werden konnten.
Trotz dieser Schwierigkeiten sowie erheblichen Problemen mit den immerhin seit Jahren stillstehenden Anlagen gelang es Kunz mit seinem Bruder Walter, am 1. August 1945 den Betrieb mit der Abfüllung von Mineralwässern wiederaufzunehmen. Das Unternehmen firmierte nunmehr als Gössel Gesundbrunnen Artur und Walter Kunz KG.
Artur Kunz’ ursprüngliches Konzept sah die Produktion von 10.000 Flaschen Mineralwasser pro Monat vor, was noch im Startjahr 1945 überboten wurde (1939 wurde als Jahresleistung weniger als 100.000 Flaschen Mineralwasser ausgewiesen). 1946 überschritt die Abfüllung die Ein-Millionen-Grenze an Flaschen, 1947 die Zwei-Millionen-Grenze (dies entspricht etwa 10.000 hl Abfüllleistung, gegenüber 500 hl 1939): Gegenüber der vor dem Zweiten Weltkrieg vorhandenen Leistung hatte sich – und dies unter den Bedingungen der Nachkriegszeit – die Auslieferung verzwanzigfacht.
1948 bereiteten den Inhabern die Beschaffung von Essenzen und Zucker zur Herstellung von Süßgetränken – also die Herstellung von Getränken anstatt einer reinen Abfüllung von Mineralwasser – erhebliche Probleme: Trotzdem gingen im Juli „Margon Heißgetränkansatz mit Rumgeschmack“ (auf der Basis von Süßstoffen) sowie ein „Kunstlimonadenansatz 1:9 mit Himbeergeschmack“ in Produktion. Walter Kunz’ Tod 1948 führte zur Firmierung Gössel-Gesundbrunnen, Inhaber Artur Kunz. 1953 wurden gleich mehrere Produkte eingeführt: „Margon Limonaden Sirup“ in den Geschmacksrichtungen Zitrone und Himbeere sowie der Limonadenansatz „Margon Orange“. Als äußerst beliebt erwies sich das entwickelte Apfelgetränk „Margon Apfelröschen“, dessen Herstellung 1964 auf staatliche Weisung eingestellt werden musste. 1957 entstand der Werbe-Slogan „Margonwasser – prickelnd frisch“, welcher half, die Marke noch bekannter zu machen und erhielt einen Eintrag als Warenzeichen. Im gleichen Jahr entstand die erste Leuchtwerbeanlage Dresdens mit diesem Slogan und wurde an der teilausgebauten Ruine des Dresdner Hotels „Excelsior“ an der Prager Straße angebracht (von dort vor dessen Sprengung umgesetzt an die noch heute bestehende Stelle am sogenannten Margon-Haus, an der sie – inzwischen denkmalgerecht saniert – noch heute leuchtet).
Bis 1952 gelang es Kunz, die Anteile der Erbengemeinschaft Gössel, auch die inzwischen in der Bundesrepublik und in Bulgarien liegenden Anteile, anzukaufen und zum Alleineigentümer des Unternehmens zu werden. Trotz des Drucks staatlicher Stellen bewahrte sich Kunz seine Eigenständigkeit und 1955 gelang ihm der Ankauf einer kompletten vollautomatischen Abfüllanlage in Hamburg. Doch war er schließlich 1958 gezwungen, eine staatliche Beteiligung aufnehmen zu müssen: Jeder andere Weg, weitere Investitionen durchzuführen, war ihm durch die Wirtschaftspolitik der DDR versperrt worden.
1958 wurden etwa 70.000 Hektoliter Getränkeausstoß pro Jahr erreicht, 1963 waren es 163.000 Hektoliter, 1981, dem Jahr des Ausscheidens von Artur Kunz, schließlich 250.000 Hektoliter als Leistung des Unternehmens, das nunmehr 500fache der Leistung, für das es ursprünglich bei Inbetriebnahme 1945 ausgelegt gewesen war. 1966 folgen als Marken „Margon Tonic Water“ (das einzige chininhaltige Getränk, das es in der DDR gab), „Ginger Ale“ und „Bitter Lemon“.
1972 wurde Artur Kunz gezwungen, seine Anteile an den Staat zu veräußern und wurde nurmehr Betriebsdirektor des staatlichen Betriebes. 1981 schied er mit Erreichen des Rentenalters aus und ab dem 1. Januar desselben Jahres firmierte das Unternehmen als „VEB Margon Dresden“ und wurde Teil des „Getränkekombinates Dresden“. Im Müglitztal verblieb eine Betriebsstelle mit der Bezeichnung „VEB Margon Dresden, Betriebsteil Margonwasser Burkhardswalde“.
Als 1990 im Rahmen der deutschen Wiedervereinigung die Rückübertragung von Unternehmen anstand, übernahm der inzwischen 74-jährige Artur Kunz erneut das Unternehmen nach dessen Reprivatisierung. Mit Gerolsteiner Brunnen als Partner und finanziert durch die Sächsische Aufbaubank wurden in den ersten Jahren Investitionen in neue Abfüllanlagen und in Umweltschutzmaßnahmen getätigt. 1994 wurde als weitere Erschließung der inzwischen 13. Brunnen in Betrieb genommen.
Gleichwohl verkaufte 1995 Artur Kunz seine Anteile, der Betrieb wurde eine 100-prozentige Tochter der Gerolsteiner Brunnen GmbH & Co KG.
2001 erschien seine Autobiographie: Zu diesem Zeitpunkt hatte Deutschlands damals größter Mineralwasser-Produzent Brau und Brunnen bereits umfassende Investitionen im Müglitztal getätigt. Insgesamt wurden zwischen 1991 und 2001 mehr als 116 Millionen Mark in die „Margon Brunnen GmbH“ in moderne Abfüll- und Labortechnik investiert, Reinigungs- und Desinfektions- sowie eine Chemikalienanlage eingebaut und die Lagerkapazität auf 8000 Quadratmeter erweitert. Als erster Brunnen in den neuen Bundesländern erhielt Margon 1994 das Zertifikat für das Qualitätsmanagementsystem nach DIN ISO 9000.
Obwohl noch im Geschäftsjahr 1999 ein Umsatz von 37,5 Millionen Mark erzielt und 743.000 Hektoliter Erfrischungsgetränke (das knapp 1500fache des Produktionsvolumens von 1939 und das dreifache dessen von 1981) überwiegend in Sachsen abgesetzt wurden, geriet das traditionsreiche Unternehmen noch in diesem Jahr in wirtschaftliche Schwierigkeiten. Nach verschiedenen Zwischenstufen wurde 2005 der Standort im Müglitztal geschlossen, eine Entwicklung, die Artur Kunz nicht mehr beeinflussen konnte.
Artur Kunz war verheiratet und hatte vier Söhne und eine Tochter. 102-jährig verstarb er 2018, sein Grab befindet sich auf dem Friedhof von Weesenstein.